# Black-Power-Protest bei den Olympischen Spielen 1968

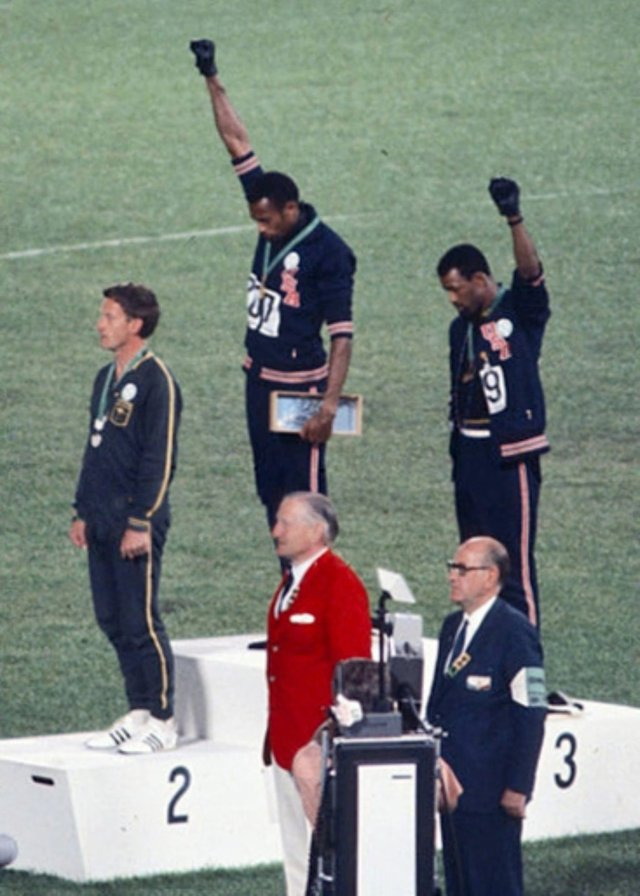
Die Siegerehrung im 200-Meter-Lauf 1968: links Peter Norman (Silber), Mitte Tommie Smith (Gold), rechts John Carlos (Bronze)

Der Black-Power-Protest bei den Olympischen Spielen 1968 war ein Ereignis, dessen Fotos weltweites Aufsehen erregten. Die afroamerikanischen Sprinter Tommie Smith und John Carlos erhoben während der Siegerehrung zum 200-Meter-Lauf der Olympischen Spiele 1968 in Mexiko-Stadt ihre Faust zum sogenannten Black-Power-Gruß.

## Der Protest
Am Morgen des 16. Oktobers 1968 stellte der Sprinter Tommie Smith (USA) mit 19,83 Sekunden einen neuen Weltrekord auf und gewann die olympische Goldmedaille im 200-Meter-Lauf. Der Australier Peter Norman wurde Zweiter und John Carlos aus den USA Dritter. Zur Siegerehrung erschienen die beiden Amerikaner mit den Schuhen in den Händen. Nach der Medaillen-Übergabe wurde die US-amerikanische Nationalhymne für Smith abgespielt. Carlos und Smith senkten die Köpfe und erhoben jeweils eine Faust, die mit einem schwarzen Handschuh bekleidet war. Smith trug ein schwarzes Tuch um den Hals, um den Schwarzen Stolz (black pride) zu symbolisieren, Carlos trug die Trainingsjacke offen, um seine Solidarität mit den „blue collar workers“, den Arbeitern, zu symbolisieren. Außerdem trug er eine Kette, um an „diejenigen zu erinnern, die gelyncht oder anders ermordet wurden, diejenigen, für die nie gebetet, derer niemals gedacht wurde. Für die, die man auf dem Weg nach Amerika über Bord geworfen hatte“. Bei der weltweiten Berichterstattung in den Medien waren aufgrund der Fotoauswahl von AP die Füße meist gar nicht zu sehen, laut Beatrice Schlag, weil Redaktionen nicht verstanden, weshalb Carlos und Smith keine Schuhe trugen; die von den Sportlern getragenen schwarzen Socken waren ein zusätzliches Zeichen für Armut in den USA. Der schwarze Schal von Smith war auf den meist Schwarz-Weißen Fotos kaum zu sehen, dies im Gegensatz zum eingerahmten Olivenzweig, dem Friedenssymbol in Smith’s linker Hand, welches allen Goldmedaillengewinnern bei der Siegerehrung übergeben wurde.
Alle drei Sportler, Smith, Carlos und auch Norman trugen Anstecker des Olympic Project for Human Rights (OPHR). Norman war ein Gegner von Australiens rassistischer White Australia Policy und wollte so seine Solidarität zeigen. Norman war es auch, der vorschlug, Smith und Carlos sollten für den Protest ihre schwarzen Handschuhe teilen, nachdem Carlos sein Paar vergessen hatte. Der Soziologe Harry Edwards, Gründer der OPHR, hatte schwarze Athleten dazu aufgerufen, Olympia zu boykottieren. Die Athleten wurden ausgebuht, als sie das Podium verließen.
Smith sagte später:

“If I win, I am American, not a black American. But if I did something bad, then they would say I am a Negro. We are black and we are proud of being black. Black America will understand what we did tonight.”

„Wenn ich siege, bin ich Amerikaner, kein schwarzer Amerikaner. Aber wenn ich etwas Schlechtes mache, sagen sie, ich sei ein Neger. Wir sind schwarz und wir sind stolz darauf. Das schwarze Amerika versteht, was wir heute gemacht haben“

Ein vom Fotojournalisten John Dominis geschossenes Foto der Athleten wurde auf einer Vielzahl von Titelseiten veröffentlicht und gilt bis heute als eine Ikone der sich damals auf einem Höhepunkt befindlichen amerikanischen Bürgerrechtsbewegung.
In seiner Autobiographie Silent Gesture (Stille Geste) schrieb Smith, der Gruß sei nicht der „Black-Power“-Gruß, sondern ein Gruß für die allgemeinen Menschenrechte.

## Reaktion des Internationalen Olympischen Komitees
Der Präsident des Internationalen Olympischen Komitees (IOC), der US-Amerikaner Avery Brundage, stufte das Verhalten als eine „üble Demonstration gegen die amerikanische Flagge durch Neger“ ein. In einer unmittelbaren Reaktion auf die Protestaktion ordnete er an, dass Smith und Carlos aus dem Team der USA zu entfernen seien und das olympische Dorf verlassen müssten. Das Team USA weigerte sich zunächst. Nachdem Brundage damit drohte, die ganze US-amerikanische Leichtathletikmannschaft auszuschließen, wurden die beiden Athleten doch aus der Mannschaft entfernt.
Ein Sprecher des IOCs sagte, es war ein „willentlicher und gewaltsamer Bruch der fundamentalen Prinzipien der olympischen Idee“. Brundage, der 1936 Präsident des US-amerikanischen Olympischen Komitee gewesen war, hatte nichts dagegen einzuwenden, den Hitlergruß zu zeigen, da es sich um einen nationalen deutschen Gruß zu dieser Zeit gehandelt habe. Die Website des IOC sagt heute zu dem Vorfall: “Tommie Smith and John Carlos staged a silent protest […] against the treatment of black Americans.” (Übers.: „Tommie Smith und John Carlos protestierten still […] gegen die Behandlung schwarzer Amerikaner.“)

## Nachwirkungen
Am 18. Oktober 1968 gewannen drei afroamerikanische Athleten (Lee Evans, Larry James und Ron Freeman) die ersten drei Plätze des 400-Meter-Laufs. Als sie das Podest betraten, trugen sie schwarze Barette – Erkennungszeichen der Black Panther. Als die Nationalhymne gespielt wurde, nahmen sie die Barette ab. Diese Aktion hatte keine negativen Folgen für die drei.
Smith und Carlos wurden von der amerikanischen Sportszene in den folgenden Jahren mehrheitlich verfemt. Sie wurden für ihre Aktion weitestgehend kritisiert. Das Time Magazine zeigte die fünf olympischen Ringe und untertitelte das Bild mit “Angrier, Nastier, Uglier” („Zorniger, Widerlicher, Hässlicher“) anstelle von „höher, weiter, schneller“. Zuhause angekommen, waren sie Ziel von Anfeindungen und ihre Familien erhielten Morddrohungen.
Smith spielte später in der NFL bei den Cincinnati Bengals, bevor er ein Juniorprofessor am Oberlin College wurde. 1999 erhielt er den „California Black Sportsman of the Millennium Award“.
Carlos betrieb weiter Sport und stellte 1969 einen Weltrekord über 100 Yards auf. Er spielte später Football bei den Philadelphia Eagles. 1977 nahm sich seine Frau das Leben und er verfiel in Depressionen. 1982 wurde Carlos vom Organisationskomitee für die Olympischen Spiele 1984 in Los Angeles eingestellt. Seine Aufgabe bestand auch darin, eine Akzeptanz seitens der schwarzen Bevölkerung für die Spiele zu schaffen. 1985 wurde er Leichtathletiktrainer an der Palm Springs High School, eine Stelle, die er seitdem innehat.
Peter Norman wurde bei den Olympischen Spielen 1972 vom australischen Verband nicht nominiert. Er war zwar mehrfach unter der geforderten Qualifikationsnorm geblieben, der Verband hatte jedoch das Ergebnis der Australischen Meisterschaften als Grundlage für die Olympiaqualifikation festgelegt. Norman selbst sowie mehrere Journalisten vermuten hinter der Nichtnominierung eine politische Kampagne. Bei seiner Beerdigung im Jahre 2006 erwiesen ihm Smith und Carlos die letzte Ehre und gehörten zu seinen Sargträgern.
2005 errichtete die San José State University zu Ehren ihrer einstigen Studenten Smith und Carlos eine 22 Fuß hohe Statue, die die berühmte Szene festhält. Der Student Erik Grotz war Initiator dieses Projektes gewesen.
Smith und Carlos erhielten später den Arthur Ashe Courage Award (2008).

## Kulturelle Rezeption
Auf dem Sydney Film Festival wurde Mitte 2008 ein Film mit dem Titel Salute gezeigt. Der Film war geschrieben, produziert und gedreht worden von Matt Norman, dem Neffen von Peter Norman.